# Endrit Vrapi
Endrit Vrapi (ur. 23 maja 1982 w Tiranie) – piłkarz albański grający na pozycji lewego obrońcy. Od 2010 roku jest zawodnikiem klubu Skënderbeu Korcza.

## Kariera klubowa
Karierę piłkarską Vrapi rozpoczął w klubie Partizani Tirana. W 2002 roku awansował do kadry pierwszego zespołu. Nie zadebiutował w nim jednak w pierwszej lidze albańskiej. W 2003 roku odszedł do KS Lushnja, w którym grał do 2005 roku. W sezonie 2005/2006 był zawodnikiem KF Elbasani i wywalczył z nim wówczas tytuł mistrza kraju. W sezonie 2006/2007 był piłkarzem Teuty Durrës, z którą został wicemistrzem kraju. W sezonie 2007/2008 występował w KF Tirana, a w sezonie 2008/2009 - ponownie w KS Elbasani.
W 2009 roku Vrapi przeszedł do Besy Kawaja. Zadebiutował w niej 23 sierpnia 2009 w wygranym 2:0 domowym meczu z Vllaznią Szkodra. Wraz z Besą zdobył w sezonie 2009/2010 Puchar Albanii.
Latem 2010 Vrapi podpisał kontrakt ze Skënderbeu Korcza, w którym swój debiut zaliczył 23 sierpnia 2010 w wyjazdowym meczu z Besą Kawaja (2:0). Wraz ze Skënderbeu wywalczył trzy tytuły mistrza Albanii w sezonach 2010/2011, 2011/2012 i 2012/2013.
| Sezon   | Klub              | Kraj    | Rozgrywki           | Mecze | Bramki |
| ------- | ----------------- | ------- | ------------------- | ----- | ------ |
| 2002/03 | Partizani Tirana  | Albania | Kategoria Superiore | 0     | 0      |
| 2002/03 | KS Lushnja        | Albania | Kategoria Superiore | 16    | 0      |
| 2003/04 | KS Lushnja        | Albania | Kategoria Superiore | 31    | 4      |
| 2004/05 | KS Lushnja        | Albania | Kategoria Superiore | 29    | 0      |
| 2005/06 | KF Elbasani       | Albania | Kategoria Superiore | 34    | 2      |
| 2006/07 | Teuta Durrës      | Albania | Kategoria Superiore | 29    | 2      |
| 2007/08 | KF Tirana         | Albania | Kategoria Superiore | 27    | 0      |
| 2008/09 | KF Elbasani       | Albania | Kategoria Superiore | 31    | 2      |
| 2009/10 | KS Besa           | Albania | Kategoria Superiore | 32    | 0      |
| 2010/11 | Skënderbeu Korcza | Albania | Kategoria Superiore | 29    | 0      |
| 2011/12 | Skënderbeu Korcza | Albania | Kategoria Superiore | 18    | 0      |
| 2012/13 | Skënderbeu Korcza | Albania | Kategoria Superiore | 21    | 0      |

## Kariera reprezentacyjna
W reprezentacji Albanii Vrapi zadebiutował 1 marca 2006 roku w przegranym 1:2 towarzyskim meczu z Litwą, rozegranym w Tiranie.